# Qualificazioni al Campionato caraibico di calcio 1985
Sono elencate di seguito le date e i risultati per le qualificazioni al Campionato caraibico di calcio 1985.

## Formula
12 membri CFU: Barbados (come paese ospitante) e Martinica (come detentore del titolo) sono qualificati direttamente alla fase finale. Rimangono 10 squadre per 2 posti disponibili per la fase finale. Le qualificazioni si dividono in due turni:
- Primo turno: 10 squadre divisi in due gruppi da tre squadre e un gruppo da quattro squadre, giocano partite di sola andata. Le prime classificate accedono al secondo turno.
- Secondo turno: 3 squadre in un gruppo, giocano partite di sola andata. Le prime due classificate si qualificano alla fase finale.

## Primo Turno

### Gruppo 1
| Kingstown 24 febbraio 1985                                     | Saint Vincent e Grenadine | 1 – 1         | Trinidad e Tobago |  |
| \| \| \| \| \| Ballantyne 83’ \| Marcatori \| 48’ Denoon C. \| |                           |               |                   |  |
|                                                                |                           |               |                   |  |
| Ballantyne 83’                                                 | Marcatori                 | 48’ Denoon C. |                   |  |

| Saint George's 26 febbraio 1985                       | Grenada   | 1 – 5               | Trinidad e Tobago |  |
| \| \| \| \| \| \| Marcatori \| Denoon C. Denoon N. \| |           |                     |                   |  |
|                                                       |           |                     |                   |  |
| Gol                                                   | Marcatori | Denoon C. Denoon N. |                   |  |

| Kingstown 24 marzo 1985                                   | Saint Vincent e Grenadine | 3 – 0 | Grenada |  |
| \| \| \| \| \| Soso 9’ Laborde 14’ 53’ \| Marcatori \| \| |                           |       |         |  |
|                                                           |                           |       |         |  |
| Soso 9’ Laborde 14’ 53’                                   | Marcatori                 |       |         |  |

| Pos | Squadra                   | P.ti | G | V | N | P | GF | GS | DR |
| --- | ------------------------- | ---- | - | - | - | - | -- | -- | -- |
| 1   | Trinidad e Tobago         | 3    | 2 | 1 | 1 | 0 | 6  | 2  | +4 |
| 2   | Saint Vincent e Grenadine | 3    | 2 | 1 | 1 | 0 | 4  | 1  | +3 |
| 3   | Grenada                   | 0    | 2 | 0 | 0 | 2 | 1  | 8  | -7 |

Trinidad e Tobago qualificato al secondo turno.

### Gruppo 2
| 24 febbraio 1985                                                        | Antigua e Barbuda | 2 – 1         | Dominica |  |
| \| \| \| \| \| Hurst 43’ Gonsalves 58’ \| Marcatori \| 18’ Hippolyte \| |                   |               |          |  |
|                                                                         |                   |               |          |  |
| Hurst 43’ Gonsalves 58’                                                 | Marcatori         | 18’ Hippolyte |          |  |

| Saint John's 3 marzo 1985                          | Antigua e Barbuda | 0 – 1            | Guadalupa |  |
| \| \| \| \| \| \| Marcatori \| 21’ (rig.) Wills \| |                   |                  |           |  |
|                                                    |                   |                  |           |  |
|                                                    | Marcatori         | 21’ (rig.) Wills |           |  |

| Roseau 3 marzo 1985                                                     | Dominica  | 2 – 1     | Isole Cayman |  |
| \| \| \| \| \| Toussaint 53’ Hippolyte 87’ \| Marcatori \| 11’ Ramon \| |           |           |              |  |
|                                                                         |           |           |              |  |
| Toussaint 53’ Hippolyte 87’                                             | Marcatori | 11’ Ramon |              |  |

| marzo 1985 | Isole Cayman | – | Guadalupa |  |

| marzo 1985 | Guadalupa | – | Dominica |  |

| marzo 1985 | Isole Cayman | – | Antigua e Barbuda |  |

| Pos | Squadra           | P.ti        | G           | V           | N           | P           | GF          | GS          | DR          |
| --- | ----------------- | ----------- | ----------- | ----------- | ----------- | ----------- | ----------- | ----------- | ----------- |
| 1   | Guadalupa         | sconosciuto | sconosciuto | sconosciuto | sconosciuto | sconosciuto | sconosciuto | sconosciuto | sconosciuto |
| -   | Antigua e Barbuda | sconosciuto | sconosciuto | sconosciuto | sconosciuto | sconosciuto | sconosciuto | sconosciuto | sconosciuto |
| -   | Dominica          | sconosciuto | sconosciuto | sconosciuto | sconosciuto | sconosciuto | sconosciuto | sconosciuto | sconosciuto |
| -   | Isole Cayman      | sconosciuto | sconosciuto | sconosciuto | sconosciuto | sconosciuto | sconosciuto | sconosciuto | sconosciuto |

Guadalupa qualificato al secondo turno.

### Gruppo 3
| Caienna 10 marzo 1985                      | Guyana francese | 0 – 1    | Guyana |  |
| \| \| \| \| \| \| Marcatori \| Williams \| |                 |          |        |  |
|                                            |                 |          |        |  |
|                                            | Marcatori       | Williams |        |  |

| Caienna 17 marzo 1985 | Guyana francese | 0 – 1 | Suriname |  |

| Georgetown 24 marzo 1985                    | Guyana    | 0 – 1     | Suriname |  |
| \| \| \| \| \| \| Marcatori \| 48’ Doest \| |           |           |          |  |
|                                             |           |           |          |  |
|                                             | Marcatori | 48’ Doest |          |  |

| Pos | Squadra         | P.ti | G | V | N | P | GF | GS | DR |
| --- | --------------- | ---- | - | - | - | - | -- | -- | -- |
| 1   | Suriname        | 4    | 2 | 2 | 0 | 0 | 2  | 0  | +2 |
| 2   | Guyana          | 2    | 2 | 1 | 0 | 1 | 1  | 1  | 0  |
| 3   | Guyana francese | 0    | 2 | 0 | 0 | 2 | 0  | 2  | -2 |

Suriname qualificato al secondo turno.

## Secondo Turno
| 3 aprile 1985 | Guadalupa | 1 – 1 | Trinidad e Tobago |  |

| Caienna 27 aprile 1985                      | Suriname  | 0 – 1     | Guadalupa |  |
| \| \| \| \| \| \| Marcatori \| 72’ Bruno \| |           |           |           |  |
|                                             |           |           |           |  |
|                                             | Marcatori | 72’ Bruno |           |  |

| San Fernando 5 maggio 1985                 | Trinidad e Tobago | 0 – 1    | Suriname |  |
| \| \| \| \| \| \| Marcatori \| 6’ Wijks \| |                   |          |          |  |
|                                            |                   |          |          |  |
|                                            | Marcatori         | 6’ Wijks |          |  |

| Pos | Squadra           | P.ti | G | V | N | P | GF | GS | DR |
| --- | ----------------- | ---- | - | - | - | - | -- | -- | -- |
| 1   | Guadalupa         | 3    | 2 | 1 | 1 | 0 | 2  | 1  | +1 |
| 2   | Suriname          | 2    | 2 | 1 | 0 | 1 | 1  | 1  | 0  |
| 3   | Trinidad e Tobago | 1    | 2 | 0 | 1 | 1 | 1  | 2  | -1 |

Guadalupa e Suriname qualificati alla fase finale.